# (5926) Schönfeld
(5926) Schonfeld est un astéroïde de la ceinture principale découvert le 4 août 1929 par l'astronome allemand Max Wolf.

## Historique
Le lieu de découverte, par l'astronome allemand Max Wolf, est Königstuhl.
Sa désignation provisoire, lors de sa découverte le 4 août 1929, était 1929 PB.